# D級駆逐艦 (2代)
D級駆逐艦（英語: D-class destroyer）は、イギリス海軍の駆逐艦の艦級。C級をもとに対潜戦能力などを強化した小改正型として、1930-1年度計画で9隻が建造された。「ディフェンダー」をネームシップとして、ディフェンダー級（Defender-class）と称することもある。

## 来歴
イギリス海軍は1924-5年度より駆逐艦の建造を再開し、まず改W級駆逐艦をもとに第一次世界大戦の戦訓や新しい技術を盛り込んだプロトタイプとして「アマゾン」と「アンバスケイド」を建造したのち、1927-8年度で量産型としてA級、続く1928-9年度で小改正型のB級が建造された。また1929-30年度計画での建造艦は、B級をもとにわずかに大型化して燃料の搭載量増加を図ったC級となった。
そして1930-1年度計画では、これを元にして装備に改正を加えた艦が建造されることとなった。これが本級である。

## 設計
上記の経緯から、設計は基本的にC級と同一であり、ジェーン海軍年鑑やアメリカ海軍協会（USNI）では一括りにして扱っている。
C級との差異は装備面にあり、2速駆逐艦掃海具（TSDS）を廃止して爆雷の搭載数を増すとともに、ASDIC（アクティブ・ソナー）を搭載して、対潜戦能力の強化を図った。
艦砲はA～C級と同様で、45口径12cm砲（QF 4.7インチ砲Mk.IX）4門を、標準的な平射砲（仰角30度～俯角10度）であるMk.XIV砲架と組み合わせて搭載した。対空兵器としては、45口径7.6cm高角砲（QF 3インチ砲Mk.I）と62口径12.7mm4連装機銃を組み合わせて搭載する予定であったが、12.7mm機銃の開発遅延のため、初期建造艦5隻では、C級と同様に39口径40mm単装機銃（QF 2ポンド・ポンポン砲Mk.II）が搭載された。
水雷兵器としては、A～C級と同じく21インチ魚雷発射管を4連装2基搭載した。ただし搭載魚雷は、炸薬量を増したMk.IXに更新された。
また第二次世界大戦が勃発すると、生き残っていた艦は護衛駆逐艦として改装され、70口径20mm機銃6門を搭載して防空火力を強化、また45口径12cm砲のうち1門を撤去するかわりにヘッジホッグ対潜迫撃砲を搭載、爆雷搭載数を125発に増加させている。

## 同型艦
他の艦級と同様、嚮導艦1隻を含む9隻が建造された。
本級は、戦時中に2隻がカナダ海軍に譲渡されている。
また、第二次世界大戦においては9隻中5隻が戦没しているほか、2隻が友軍の商船や戦艦との衝突事故により沈没している。
| #   | 艦名                        | 造船所                          | 進水           | 就役            | その後 |
| --- | --------------------------- | ------------------------------- | -------------- | --------------- | --- |
| D99 | ダンカン HMS Duncan ※嚮導艦 | ポーツマス海軍工廠              | 1932年 7月7日  | 1933年 4月5日   | 1945年5月に退役、同年9月にスクラップとして売却。 |
| H53 | デインティ HMS Dainty       | フェアフィールド                | 1932年 5月3日  | 1933年 1月3日   | 1941年2月24日、トブルク沖にてドイツ空軍爆撃機の空襲を受け撃沈。 |
| H16 | デアリング HMS Daring       | ソーニクロフト                  | 1932年 4月7日  | 1932年 11月25日 | HN12船団を護衛中の1940年2月18日、ドイツ海軍の潜水艦「U-23」の魚雷攻撃を受け撃沈。 |
| H75 | デコイ HMS Decoy            | ソーニクロフト                  | 1932年 6月7日  | 1933年 4月4日   | 1943年4月12日付でカナダ海軍に譲渡され、艦名を「クートニー」 (HMCS Kootenay) に改名。 1945年10月26日に退役。1946年より解体。                                                                 |
| H07 | ディフェンダー HMS Defender | ヴィッカース・ アームストロング | 1932年 4月7日  | 1932年 10月28日 | 1941年7月11日、シディ・バラーニ沖にてドイツ空軍のJu 88爆撃機の空襲により大破。 曳航を試みるも船体の崩壊が始まったため、随伴していた豪海軍駆逐艦「ヴェンデッタ」の砲撃と雷撃により撃沈処分。 |
| H38 | デライト HMS Delight        | フェアフィールド                | 1932年 6月2日  | 1933年 1月31日  | 1940年7月29日、ポートランド沖にてドイツ空軍機の空襲を受け撃沈。 |
| H22 | ダイアモンド HMS Diamond    | ヴィッカース・ アームストロング | 1932年 4月8日  | 1932年 11月2日  | 1941年4月27日、ペロポネソス半島のマレアス岬沖にてドイツ空軍機の爆撃により撃沈。 |
| H49 | ダイアナ HMS Diana          | パルマース                      | 1932年 6月16日 | 1932年 12月20日 | 1940年9月6日付でカナダ海軍に譲渡され、艦名を「マーガリー」 (HMCS Margaree)に改名。 OL8船団を護衛中の1940年10月22日、船団の商船「ポート・フェアリー」との衝突事故により沈没。                |
| H64 | ダッチェス HMS Duchess      | パルマース                      | 1932年 7月19日 | 1933年 1月24日  | 1939年12月12日、ノース海峡にて友軍戦艦「バーラム」との衝突事故により沈没。 |